# Cosmovalgus inornatus
Cosmovalgus inornatus är en skalbaggsart som beskrevs av Hermann Julius Kolbe 1897. Cosmovalgus inornatus ingår i släktet Cosmovalgus och familjen Cetoniidae. Inga underarter finns listade i Catalogue of Life.